# Línguas úgricas
Línguas úgricas ou línguas ugrianas pertencem ao grupo fino-úgrico, da família das línguas urálicas.
O termo 'úgrico' provavelmente deriva de On-Oğur, 'dez Oğurs (tribos)', exônimo arcaico dos magyars (húngaros), e de Yugra (do grego bizantino Οὔγγροι, Oὔggroi e do latim Ongariae, através do russo antigo Югра, Jugra ), nome da região situada no noroeste da Rússia atual, entre o rio Pechora e a porção  norte dos montes Urais.
As línguas úgricas incluem o húngaro (magyar), as  línguas ob-úgricas, o khanty (ostyak) e o mansi (vogul).  O húngaro é falado na Hungria e em algumas zonas da Romênia, Eslováquia, Sérvia, Croácia, Áustria, Eslovênia e Ucrânia. Já o khanty e o mansi são falados no okrug autônomo dos Khanty-Mansi, na Rússia. A origem comum desses idiomas, a língua proto-úgrica, foi provavelmente falada desde o final do terceiro milênio a.C. até a primeira metade do primeiro milênio a.C., na  Sibéria ocidental, na porção sudeste dos montes Urais.

## Características estruturais
- Conjugações distintas de verbos de acordo com a transitividade do verbo. Às vezes é determinada como conjugação “definida” versus “indefinida”, porque também a indefinição do objeto pode desempenhar um papel quando colocado entre os dois.
- Prefixos verbais - modificam o sentido do verbo no caso concreto e no abstrato.

Exemplos da língua mansi
ēl(a) - 'adiante, avante, para longe'
| jōm- 'ir, andar com passos largos' | ēl-jōm- 'partir'     |
| tinal- 'vender'                    | ēl-tinal- 'liquidar' |

χot - 'direção para longe de algo ou outras variações da intensidade da ação'
| min- 'ir'                 | χot-min- 'partir, parar'              |
| roχt- 'estar amedrontado' | χot-roχt- 'levar de repente um susto' |

Exemplos da língua húngara
el - 'para longe'
| ugrik 'saltar'    | elugrik 'saltar para longe'     |
| mosolyog 'sorrir' | elmosolyodik 'começar a sorrir' |

ki - 'fora (de)'
| ugrik 'pular' | kiugrik 'pular para fora' |
| olvas 'ler'   | kiolvas 'expulsar'        |

(Em húngaro, a conjugação dos verbos nos exemplos aqui apresentados está na terceira pessoa do singular, que não apresenta qualquer sufixo.)